# Марсио де Соуса Грегорио Жуниор
Марсио де Соуса Грегорио Младши (на поргугалски – Marcio de Souza Gregório Júnior), по-известен само като Марсиньо, е бразилски футболист, атакуващ халф..